# Люлько, Василий Касьянович
Василий Касьянович Люлько (1924—1995) — советский рядовой, разведчик 1-й миномётной роты 1089-го стрелкового полка, 322-й стрелковой дивизии, 15-го стрелкового корпуса, 60-й армии, 4-го Украинского фронта. Полный кавалер Ордена Славы.

## Биография
Родился 23 марта 1924 года в селе Стратиевка в крестьянской семье. После окончания восьми классов и школы фабрично-заводского обучения работал слесарем-сборщиком на Днепропетровском станкостроительном заводе.
С 1944 года призван в ряды РККА и направлен в действующую армию — связист, разведчик 1-й миномётной роты 1089-го стрелкового полка, 322-й стрелковой дивизии, 15-го стрелкового корпуса, 60-й армии, воевал на 1-м Украинском и 4-м Украинском фронтах, принимал участие во всех наступательных операциях своего полка и дивизии.
В январе 1945 года связист, рядовой В. К. Люлько при восстановлении линии проводной связи близ населённого пункта Шверкфелад (Польша), вступив в бой с вражеской разведывательной группой из пяти человек, четырёх гитлеровцев уничтожил, одного взял в плен. Восстановив линию связи, доставил пленного к командиру подразделения. За это 13 марта 1945 года Указом Президиума Верховного Совета СССР В. К. Люлько был награждён Орденом Славы 3-й степени.
15 апреля 1945 года разведчик, рядовой В. К. Люлько в бою за населенный пункт Кобержице (Чехословакия) истребил пять и взял в плен двух гитлеровцев.
16 апреля 1945 года в ходе разведки в том же районе выявил расположение огневых средств противника, что помогло полку выполнить боевую задачу. 21 мая 1945 года Указом Президиума Верховного Совета СССР В. К. Люлько был награждён Орденом Славы 3-й степени. 26 ноября 1958 года Указом Президиума Верховного Совета СССР В. К. Люлько был перенаграждён Орденом Славы 2-й степени.
За мужество и отвагу, проявленные в боях с немецко-фашистскими захватчиками на заключительном этапе войны рядовой В. К. Люлько 1 июня 1945 года Указом Президиума Верховного Совета СССР В. К. Люлько был награждён Орденом Славы 3-й степени. 26 ноября 1958 года Указом Президиума Верховного Совета СССР В. К. Люлько был перенаграждён Орденом Славы 1-й степени.
С 1947 года сержант В. К. Люлько был демобилизован из Советской армии. Работал в совхозе Херсонской области. Умер 22 мая 1995 года в селе Гладовка, Херсонская область Украина.

## Награды
- Орден Славы I степени (1958)
- Орден Славы II степени (1958)
- Орден Славы III степени (1945)
- Орден Отечественной войны I степени (1985)
- Орден Красной Звезды (1945)